# 永明体
永明體，亦名新體詩，為中國南朝齊齐武帝永明年間竟陵八友推行的的一種詩體。诗体要求實行周顒所提出的以平、上、去、入制韻的四聲說，以及去除沈約等所提出的八病﹝平頭、上尾、蜂腰、鶴膝、大韻、小韻、正紐、旁紐﹞，合稱「四声八病」，强调声韵格律。该诗体以清新簡易為主，纠正了晋宋以来文人诗的语言过于艰涩的弊病，文風转向自然通暢，对“近体诗”的形成产生了空前影响。

## 代表人物
- 竟陵八友：蕭衍、沈約、謝朓、王融、蕭琛、范雲、任昉、陸倕